# Mayrs struikzanger
De Mayrs struikzanger (Locustella montis timorensis, synoniem: Bradypterus montis timorensis) is een zangvogel uit de familie van de Locustellidae.  De vogel werd in 1944 door Ernst Mayr als ondersoort beschreven. Op de IOC World Bird List versie 5.4. staat dit taxon ook als een ondersoort van de Javaanse struikzanger, maar wordt door BirdLife International als aparte soort opgevat met de status gevoelig op de Rode Lijst van de IUCN.

## Verspreiding en leefgebied
Deze soort is endemisch op het Indonesische eiland Timor.